# Ikal Angelei
Ikal Angelei (Kitale) es una política y ecologista keniata. Fue galardonada con el Premio Medioambiental Goldman en 2012, en particular por su denuncia en nombre de las comunidades indígenas de Kenia sobre las implicaciones ambientales del embalse Gilgel Gibe III, a lo largo del río Omo,.
Desde 2009 es la fundadora de la organización Friends of Lake Turkana, donde lucha por la justicia ambiental, económica y social en la región alrededor del lago Turkana. Este lago es Patrimonio Mundial de la Humanidad de la UNESCO y las autoridades etíopes impulsaron un proyecto de la presa sin consultar a las comunidades indígenas. Se reunió con las autoridades y parlamentarios keniatas y abogó en el Banco Mundial, el Banco Europeo de Inversiones y el Banco Africano de Desarrollo para convencerlos de la desestimación de la financiación solicitada por los gobiernos de Kenia y Etiopía.